# Sơn Phú, Định Hóa
Sơn Phú là một xã thuộc huyện Định Hóa, tỉnh Thái Nguyên, Việt Nam.

## Địa lý
Xã Sơn Phú nằm ở phía tây nam huyện Định Hóa, có vị trí địa lý:
- Phía đông giáp xã Bộc Nhiêu
- Phía tây giáp xã Điềm Mặc và xã Phú Đình
- Phía nam giáp xã Bình Thành
- Phía bắc giáp xã Bình Yên và xã Trung Lương.

Xã Sơn phú có diện tích 15,24 km², dân số năm 1999 là 3.965 người, mật độ dân số đạt 325 người/km².
Một trong hai nhánh chính của thượng nguồn sông Công bắt nguồn từ xã Thanh Định và chảy qua địa bàn xã Sơn Phú.

## Lịch sử
Sau năm 1975, Sơn Phú là một xã thuộc huyện Định Hóa.
Đến năm 2019, xã Sơn Phú được chia thành 28 xóm: Hồng La 1, Hồng La 2, Sơn Vinh 1, Sơn Vinh 2, Bản Thanh, Sơn Đông, Lương Bình 1, Lương Bình 2, Trung Tâm, Sơn Đầu 1, Sơn Đầu 2, Trường Sơn, Văn Phú, Làng Phẩy, Bản Giáo 2, Bản Giáo 3, Bản Giáo 4, Vũ Quý, Sơn Thắng 1, Sơn Thắng 2, Sơn Thắng 3, Cây Hồng, Bản Trang, Bản Hin 1, Bản Hin 2, Tiếp Tế, Phú Hội 1, Phú Hội 2.
Ngày 11 tháng 12 năm 2019, sáp nhập hai xóm Hồng La 1 và Hồng La 2 thành xóm Hồng La, sáp nhập hai xóm Sơn Vinh 1 và Sơn Vinh 2 thành xóm Sơn Vinh, sáp nhập xóm Bản Thanh vào xóm Sơn Đông, sáp nhập hai xóm Lương Bình 1 và Lương Bình 2 thành xóm Lương Bình, sáp nhập hai xóm Sơn Đầu 1 và Sơn Đầu 2 thành xóm Sơn Đầu, sáp nhập hai xóm Văn Phú và Trường Sơn thành xóm Văn Trường, sáp nhập xóm Cây Hồng vào xóm Bản Trang, sáp nhập ba xóm Bản Giáo 2, Bản Giáo 3, Bản Giáo 4 thành xóm Bản Giáo, sáp nhập bốn xóm Vũ Quý, Sơn Thắng 1, Sơn Thắng 2, Sơn Thắng 3 thành xóm Sơn Thắng, sáp nhập hai xóm Phú Hội 1 và Phú Hội 2 thành xóm Phú Hội, sáp nhập ba xóm Bản Hin 1, Bản Hin 2, Tiếp Tế thành xóm Bản Hin.

## Hành chính
Xã Sơn Phú được chia thành 13 xóm: Bản Giáo, Bản Hin, Bản Trang, Hồng La, Làng Phẩy, Lương Bình, Phú Hội, Sơn Đầu, Sơn Đông, Sơn Thắng, Sơn Vinh, Trung Tâm, Văn Trường.

## Giao thông
Tỉnh lộ 264 nối hai huyện Định Hóa và Đại Từ chạy qua địa bàn xã.
Ngoài tuyến tỉnh lộ 264, Sơn Phú còn có tuyến đường liên xã dài 5,7 km nối từ xã sang xã Điềm Mặc qua 3 xóm: Bản Thanh, Sơn Vinh, Hồng La. Đây là con đường vành đai ATK, nối sang di tích Đồi Khau Tý - nơi đầu tiên Chủ tịch Hồ Chí Minh dừng chân tại Việt Bắc để lập chiến khu trong thời kỳ kháng chiến chống thực dân Pháp.

## Kinh tế - xã hội

### Kinh tế
Sơn Phú là một trong những xã phát triển việc trồng cây chè trên địa bàn huyện Định Hóa, tuy nhiên do được trồng từ lâu nên phần lớn diện tích này đã trở nên già cỗi, cho năng suất và chất lượng kém. Do vậy, xã đã trồng thay thế được trên 60 ha chè giống mới tập trung ở các xóm như: Sơn Thắng, Phú Hội, năng suất đạt trên 7 tấn chè khô/ha/năm.

### Xã hội
Nhà văn hóa xã Sơn Phú được xây dựng dựa trên kinh phí của Nhà xuất bản Chính trị Quốc gia - Sự thật, xã là địa điểm cơ quan này đặt trụ sở trong những năm ở chiến khu Việt Bắc.